# Ernst Benda

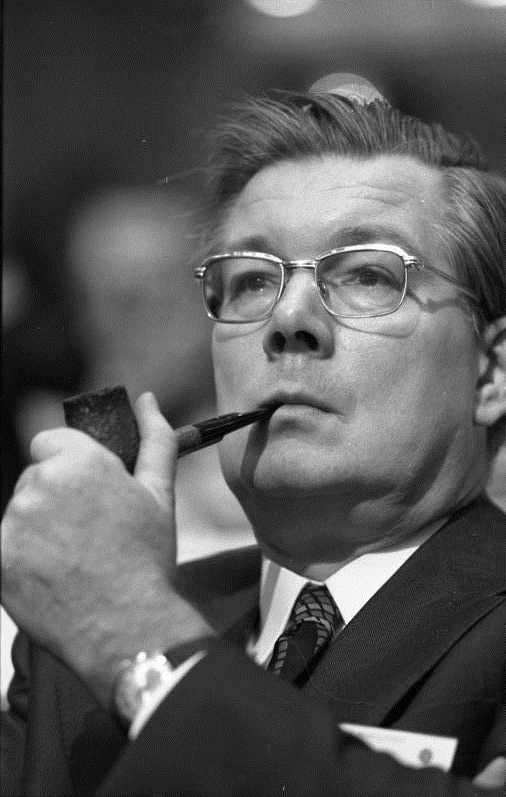
Ernst Benda in 1973

Ernst Benda (Berlijn, 15 januari 1925 - Karlsruhe, 2 maart 2009) was een Duitse jurist en minister van Binnenlandse Zaken.

## Studie
Ernst Benda diende van 1943 tot 1945 bij de Kriegsmarine. Na de oorlog studeerde hij rechten aan de Humboldt-Universiteit Berlijn in Oost-Berlijn, maar in 1948 verhuisde hij om politieke redenen naar Madison om daar aan de University of Wisconsin verder te studeren. Zijn studie maakte hij af aan de pas opgerichte Vrije Universiteit Berlijn in West-Berlijn. Vanaf 1956 was hij daar als advocaat werkzaam.

## Politiek
Benda was sinds 1946 lid van de CDU. Van 1954 tot 1957 was hij lid van het Berlijnse Huis van Afgevaardigden. In 1957 werd hij verkozen voor de Bondsdag, het parlement van West-Duitsland. In 1965 werkte hij mee aan belangrijke wijzigingen aan het stelsel van verjaring voor moord, zodat vervolging van nazimisdadigers mogelijk bleef.
In 1967 werd Benda staatssecretaris van Binnenlandse Zaken, en van 1968 tot 1969 was hij minister van Binnenlandse Zaken in de Duitse federale regering. Nadien werd hij rechter in het Bundesverfassungsgericht, het federaal grondwettelijk hof. Van 1971 tot 1983 was hij er voorzitter van. Daarna werd Benda hoogleraar in de rechtsgeleerdheid aan de universiteit van Freiburg.